# Ингибиторы протеазы (фармакология)
Ингибиторы протеазы (ИП) представляют собой класс противовирусных препаратов, которые широко используются для лечения ВИЧ/СПИДа и гепатита С. Ингибиторы протеаз избирательно связываются с вирусными протеазами (например, протеазой ВИЧ-1) и блокируют их протеолитическое расщепление вирусного полипротеина, который является предшественником зрелого вирусного белка необходимого для сборки инфекционных вирусных частиц.
Ингибиторы протеазы, которые были разработаны и в настоящее время используются в клинической практике, включают:
- Антиретровирусные ингибиторы протеазы ВИЧ-1 — класс ствол — navir[1]: 
  - Ампренавир
  - Атазанавир
  - Дарунавир
  - Фосампренавир
  - Индинавир
  - Лопинавир
  - Нельфинавир
  - Ритонавир
  - Саквинавир
  - Типранавир
- Ингибиторы протеазы NS3/4A вируса гепатита С — класс ствол — previr[1]:
  - Асунапревир
  - Боцепревир
  - Гразопревир
  - Глекапревир
  - Паритапревир
  - Симепревир
  - Телапревир

Учитывая специфичность мишени этих лекарств, существует риск, как и в случае с антибиотиками, развития устойчивых к лекарствам мутировавших вирусов. Чтобы снизить этот риск, обычно используют вместе несколько разных препаратов, каждое из которых нацелено на разные цели.

## Антиретровирусные препараты
Ингибиторы протеазы были вторым классом разработанных антиретровирусных препаратов. Первые препараты этого класса — саквинавир, ритонавир и индинавир — были одобрены в конце 1995—1996 гг. В течение 2 лет ежегодная смертность от СПИДа в Соединенных Штатах упала с более чем 50 000 до примерно 18 000. До этого ежегодный уровень смертности увеличивался примерно на 20% каждый год.

Число людей в США, умирающих от ВИЧ, упало на 60% за 2 года после введения первых ингибиторов протеазы ВИЧ.

| Название      | Торговое наименование | Компания             | Патент                | Дата утверждения FDA | Примечания |
| Саквинавир    | Invirase, Fortovase   | Hoffmann–La Roche    | U.S. Patent 5 196 438 | Декабрь 6, 1995      | Первый ингибитор протеазы, одобренный Управлением по санитарному надзору за качеством пищевых продуктов и медикаментов США (FDA). |
| Ритонавир     | Norvir                | AbbVie               | U.S. Patent 5 541 206 | Март 1, 1996         | На момент выдачи патента AbbVie входила в состав Abbott Laboratories. |
| Индинавир     | Crixivan              | Merck & Co.          | U.S. Patent 5 413 999 | Март 13, 1996        | — |
| Нельфинавир   | Viracept              | Hoffmann–La Roche    | U.S. Patent 5 484 926 | Март 14, 1997        | — |
| Ампренавир    | Agenerase             | GlaxoSmithKline      | U.S. Patent 5 585 397 | Апрель 15, 1999      | 16-й антиретровирусный препарат, одобренный FDA. Это был первый ингибитор протеазы, одобренный для приема дважды в день вместо того, чтобы принимать его каждые восемь часов. За удобное дозирование приходилось платить, так как требуемая доза составляет 1200 мг в 8 очень больших гелевых капсулах. Производство было прекращено производителем 31 декабря 2004 г., поскольку он был заменен фосампренавиром.                                                                                            |
| Лопинавир     | Kaletra               | AbbVie               | U.S. Patent 5 914 332 | Сентябрь 15, 2000    | Продается только как комбинация фиксированной дозы с ритонавиром (см. Лопинавир/Ритонавир). На момент выдачи патента AbbVie входила в состав Abbott Laboratories. |
| Атазанавир    | Reyataz               | Bristol-Myers Squibb | U.S. Patent 5 849 911 | Июнь 20, 2003        | Атазанавир был первым ингибитор протеазы, одобренным для приема один раз в сутки. По-видимому, менее вероятно, что он вызовет липодистрофию и повышение уровня холестерина в качестве побочных эффектов. Он также может не обладать перекрестной устойчивостью с другими ингибиторами протеазы. |
| Фосампренавир | Lexiva, Telzir        | GlaxoSmithKline      | —                     | Октябрь 20, 2003     | Пролекарство ампренавира. Организм человека метаболизирует фосампренавир с образованием активного ингредиента — ампренавира. Эта метаболизация увеличивает продолжительность доступности ампренавира, что делает фосампренавир версией ампренавира с медленным высвобождением и, таким образом, сокращает количество требуемых таблеток по сравнению со стандартным ампренавиром. |
| Типранавир    | Aptivus               | Boehringer Ingelheim | —                     | Июнь 22, 2005        | — |
| Дарунавир     | Prezista              | Janssen Therapeutics | U.S. Patent 6 248 775 | Июнь 23, 2006        | По состоянию на 2016 год дарунавир является рекомендованным OARAC вариантом лечения для взрослых и подростков, ранее не получавших и не проходивших лечение. Продолжающиеся исследования фазы III показывают высокую эффективность комбинации дарунавир/ритонавир, превосходящей комбинацию лопинавира/ритонавира для терапии первой линии. Дарунавир — первый препарат за долгое время, цена на который не повышалась. Он обогнал два других одобренных препарата этого типа и соответствует цене третьего. |

## Другие активности

### Антипротозойная активность
Исследователи изучают возможность использования ингибиторов протеазы, разработанных для лечения ВИЧ, в качестве антипротозойных средств для использования против малярии и протозойных желудочно-кишечных инфекций:
- Было обнаружено, что комбинация ритонавира и лопинавира имеет некоторую эффективность против инфекции Лямблии[8].
- Было обнаружено, что препараты саквинавир, ритонавир и лопинавир обладают противомалярийными свойствами[9].
- Было обнаружено, что ингибитор цистеиновой протеазы излечивает болезнь Шагаса у мышей[10].

### Противораковая активность
Исследователи изучают, можно ли использовать ингибиторы протеазы для лечения рака. Например, нелфинавир и атазанавир способны убивать опухолевые клетки в культуре (в чашке Петри). Этот эффект еще не изучался на людях; но исследования на лабораторных мышах показали, что нелфинавир способен подавлять рост опухолей у этих животных, что также является многообещающим направлением для тестирования этого препарата на людях.
Ингибиторы протеасомы, такие как бортезомиб, в настоящее время являются препаратами первой линии для лечения множественной миеломы.
Таномастат — один из ингибиторов матриксной металлопротеиназы, который можно использовать для лечения рака. Батимастат был также хорошо известен из книги Ледникера.

## Побочные эффекты
Ингибиторы протеазы могут вызывать синдром липодистрофии, гиперлипидемии, сахарный диабет 2-го типа и образование камней в почках. Эта липодистрофия в просторечии известна как «живот Крикс» после индинавира (Криксивана).